# Fuchsia petiolaris
Fuchsia petiolaris là một loài thực vật có hoa trong họ Anh thảo chiều. Loài này được Kunth mô tả khoa học đầu tiên năm 1823.